# Alan Mais
Alan Raymond Mais (7 juillet 1911 - 28 novembre 1993) est un pair à vie du parti travailliste et Lord-maire de Londres de 1972 à 1973.

## Jeunesse
Né à Southampton, fils unique d'Ernest Mais, un maître marin, il fait ses études à la Banister Court School, dans le Hampshire, avant de fréquenter le College of Estate Management, où il suit une formation d'arpenteur.
Il travaille pour les ingénieurs Richard Costain et Parker Construction avant de créer son propre cabinet de conseil.
Pendant la Seconde Guerre mondiale, il sert comme major dans les forces spéciales en France, en Iran et en Irak. Après son retour en Grande-Bretagne à la fin de 1943, ses ordres sont de développer le projet de port Mulberry pour le débarquement du jour J, lorsque la construction commence au large des côtes normandes immédiatement après le jour J (6 juin 1944), Promu lieutenant-colonel, il est chargé de construire les têtes de pont et les routes flottantes du port britannique sous les ordres du colonel Stuart Gilbert des Royal Engineers, qui commande la force de construction portuaire. Il rejoint ensuite les Canadiens dans l'avancée vers le Rhin et, promu colonel à part entière, devient ingénieur en chef adjoint à Anvers.

## Carrière
Après la guerre, il rejoint les entrepreneurs Trollope &amp; Colls, devenant co-directeur général et président en 1963 et prenant sa retraite en 1968 lorsque l'entreprise est rachetée par Trafalgar House.
Créé pair à vie par Harold Wilson en 1967, il prend le titre de baron Mais, de Walbrook dans la City de Londres, avant de siéger à la Chambre des lords sur les bancs travaillistes, puis libéraux et libéraux-démocrates.
Il est admis en tant qu'homme libre de la ville de Londres, devenant maître de la Cutlers' Company puis de la Paviors' Company. Il est également échevin du Walbrook Ward à partir de 1963, shérif de Londres de 1969 à 1970, avant d'être élu lord-maire de Londres en 1972, le premier pair à siéger simultanément dans ce poste. Alan Mais est également le lieutenant de la ville, un juge de paix et à partir de 1976 le lieutenant adjoint pour le comté de Kent.
En février 1978, une série de conférences portant son nom est initiée, avec Gordon Richardson, alors gouverneur de la Banque d'Angleterre, assurant la leçon inaugurale . Jusqu'à récemment, la conférence annuelle Mais est un événement majeur dans la communauté bancaire et financière de la City de Londres, ayant accueilli chacun des gouverneurs suivants de la Banque d'Angleterre, ainsi que les premiers ministres, les chanceliers de la Échiquier, et banquiers centraux européens.

## Vie privée
En 1936, il épouse Lorna Aline, fille de Stanley Aspinall Boardman, marchand de laine, d'Addiscombe dans le Surrey, dont il a deux fils et une fille.